# Strobilanthes peninsularis
Strobilanthes peninsularis är en akantusväxtart som beskrevs av H. Terao. Strobilanthes peninsularis ingår i släktet Strobilanthes och familjen akantusväxter. Inga underarter finns listade i Catalogue of Life.